# Abbazia di Fontevrault
L'abbazia di Fontevrault o di Fontevraud è situata nel villaggio di Fontevraud-l'Abbaye, nel dipartimento di Maine e Loira, in Francia.
Fu fondata attorno al 1100 da Roberto d'Arbrissel (1046-1116) che vi creò un nuovo ordine, l'Ordine di Fontevrault.

## La storia
La particolarità dell'abbazia è quella di essere allo stesso tempo un monastero sia maschile che femminile. L'ordine ebbe un successo internazionale con almeno cinque abbazie in Inghilterra e sei in Spagna.

Il fondatore, Roberto d'Arbrissel, stabilì che a capo dell'ordine ci fosse sempre una donna ed impose Pétronille de Chemillé come prima badessa; a lei successe Matilde del Maine, la zia di Enrico II d'Inghilterra.
La posizione di badessa di Fontevrault, attrasse nel corso degli anni molte nobili e ricche appartenenti all'alta aristocrazia compresi membri della famiglia reale francese. Louise de Bourbon lasciò la sua impronta in molti dei cambiamenti fatti durante la sua gestione.
Nei primi anni i Plantageneti furono grandi benefattori dell'abbazia e mentre la zia di Enrico II ne era badessa la moglie dello stesso, Eleonora d'Aquitania, ne divenne monaca.
Durante la rivoluzione francese l'ordine fu sciolto, l'ultima badessa morì in povertà a Parigi.
L'abbazia fu usata come prigione dal 1804 al 1963, anno in cui fu assegnata al Ministero della Cultura francese.
Jean Genet descrisse la sua esperienza trentennale di carcerato a Fontevrault nel romanzo autobiografico Il miracolo della rosa.

## Il miracolo
Quanto sia grande la pietà di Maria SS. per i miseri peccatori, la nostra avvocata lo mostrò mirabilmente verso Beatrice, monaca nel monastero di Fontevrault, come riferiscono il monaco cistercense Cesario e il padre Rho. Questa infelice religiosa, vinta dalla passione per un certo giovane, stabilì di fuggire con lui.
Così, un giorno depose davanti a un'immagine di Maria le chiavi del monastero di cui era portinaia e sfacciatamente se ne andò. Giunta in un altro paese, si diede a fare la donna pubblica e visse quindici anni in questo stato miserabile. Avvenne poi che in quella città incontrò il fattore del monastero e, pensando di non essere riconosciuta, gli domandò se conosceva suor Beatrice. «Si che la conosco, rispose egli, è una monaca santa, che ora è maestra delle novizie». A queste parole ella restò confusa e stupita, non potendo comprendere come ciò fosse possibile. Perciò, alfine di appurare la verità, si travestì e si recò al monastero.
Lì fece chiamare suor Beatrice, ed ecco che le comparve davanti la santa Vergine sotto le sembianze di quell'immagine a cui, fuggendo dal monastero, aveva consegnato le chiavi e le vesti. La divina Madre così le parlò: «Beatrice, sappi che, per impedire il tuo disonore, ho preso il tuo aspetto e per questi quindici anni che sei vissuta lontana dal monastero e da Dio, ho eseguito in tua vece il tuo lavoro. Figlia, torna, fa' penitenza, perché mio Figlio ancora ti aspetta e, vivendo virtuosamente, cerca di conservare il buon nome che ti ho guadagnato». Dette queste parole, scomparve. Allora Beatrice rientrò nel monastero, riprese l'abito da religiosa e grata a Maria per la sua così grande misericordia visse da santa. Poi, in punto di morte, raccontò tutto a gloria della santa Vergine.
(Sant’Alfonso M. de’Liguori, Le Glorie di Maria, pp 121-122).

## Il Pantheon

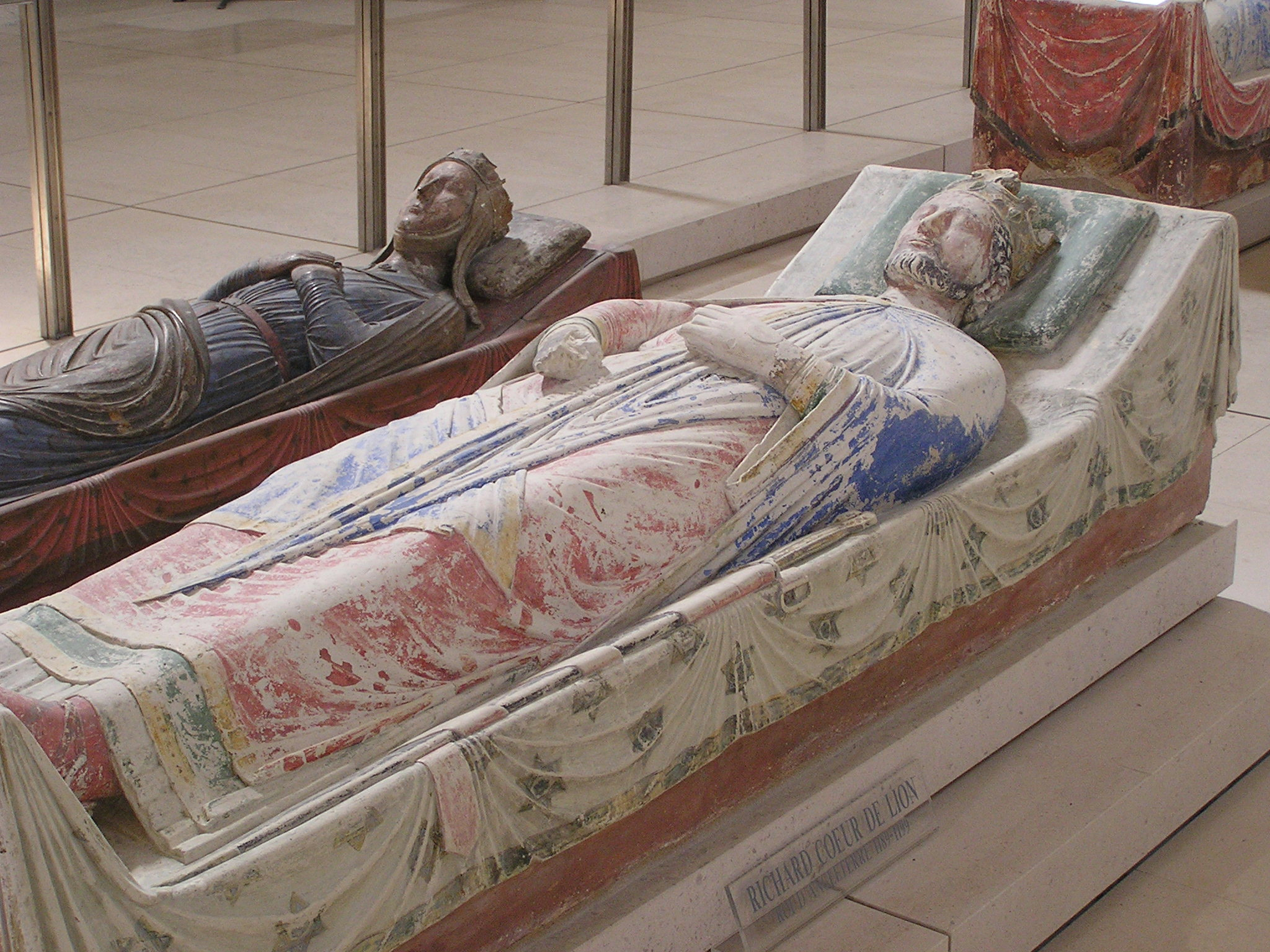
Tomba di Riccardo Cuor di Leone e di Isabella di Angoulême

L'abbazia contiene le tombe di Enrico II d'Inghilterra, di sua moglie Eleonora d'Aquitania, del figlio Riccardo Cuor di Leone, della figlia Giovanna Plantageneta (1165-1199), moglie di Guglielmo II di Sicilia, del nipote Raimondo VII di Tolosa, e di Isabella d'Angoulême moglie del loro figlio Giovanni d'Inghilterra.
Enrico II dopo la sconfitta di Le Mans infertagli dal figlio Riccardo si ritirò nel suo castello di Chinon dove il 16 giugno 1189 morì abbandonato da tutti tranne che da Guglielmo il Maresciallo, che provvide a trasportarne e tumularne il feretro nell'abbazia di Fontevrault.

## Galleria d'immagini

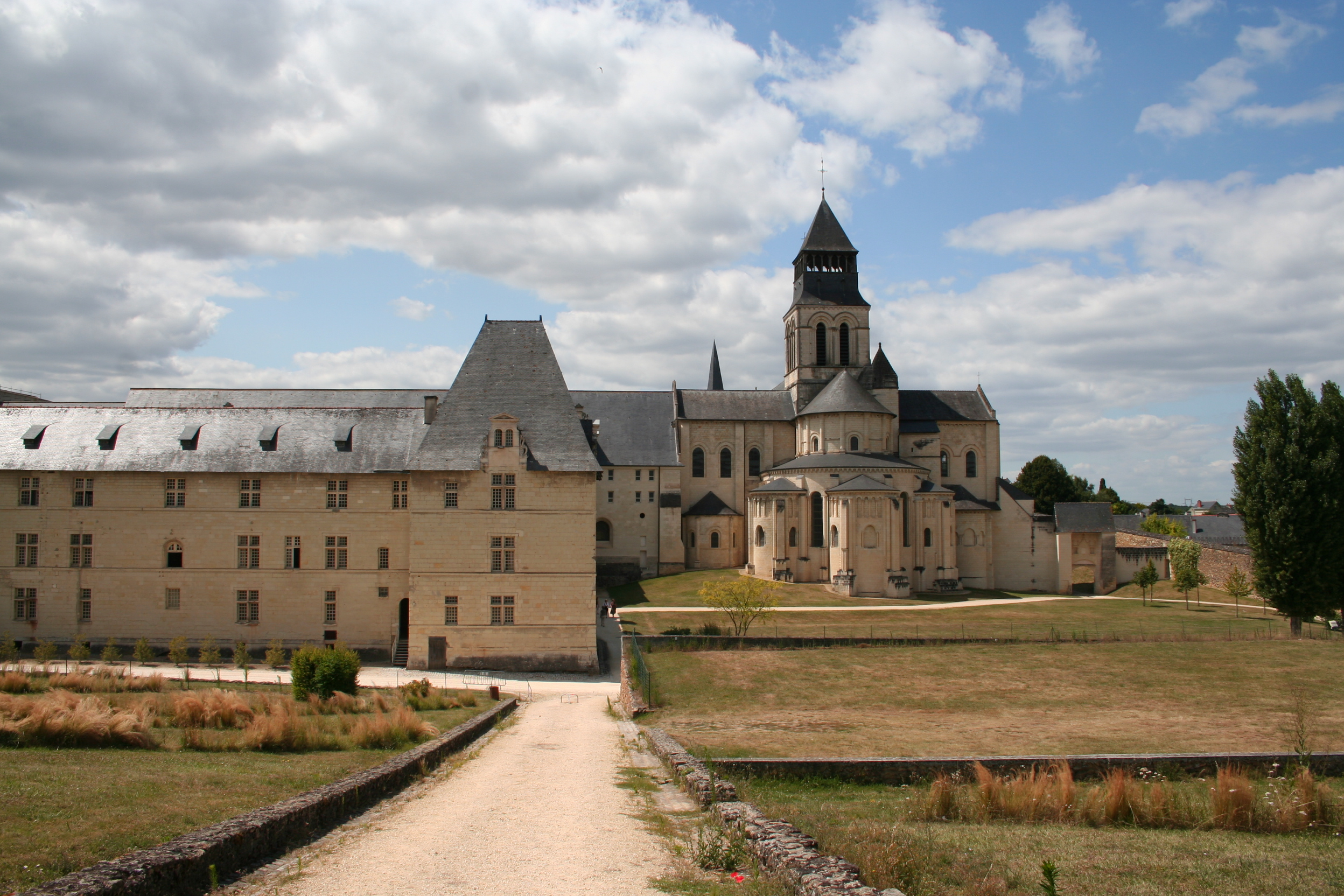
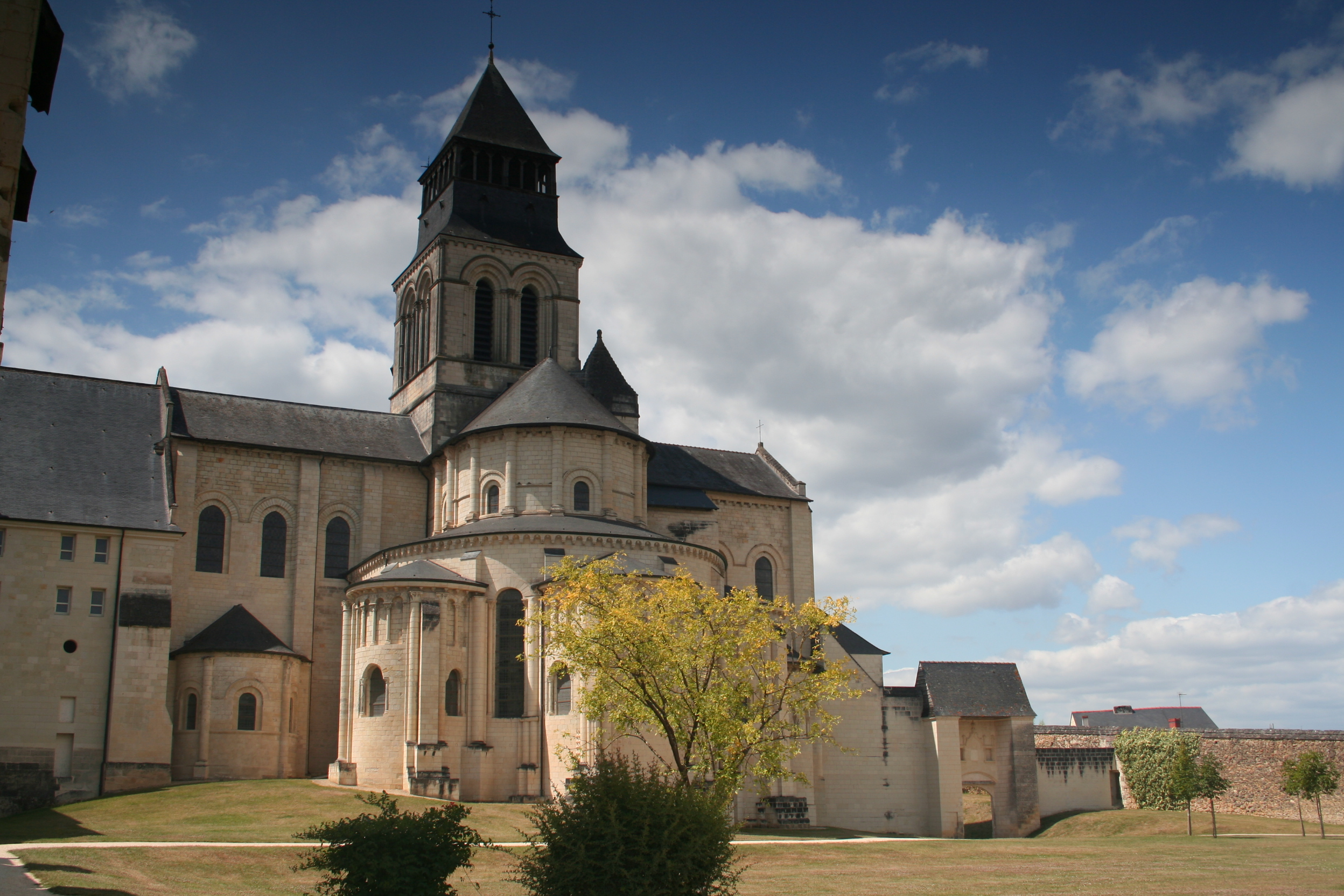
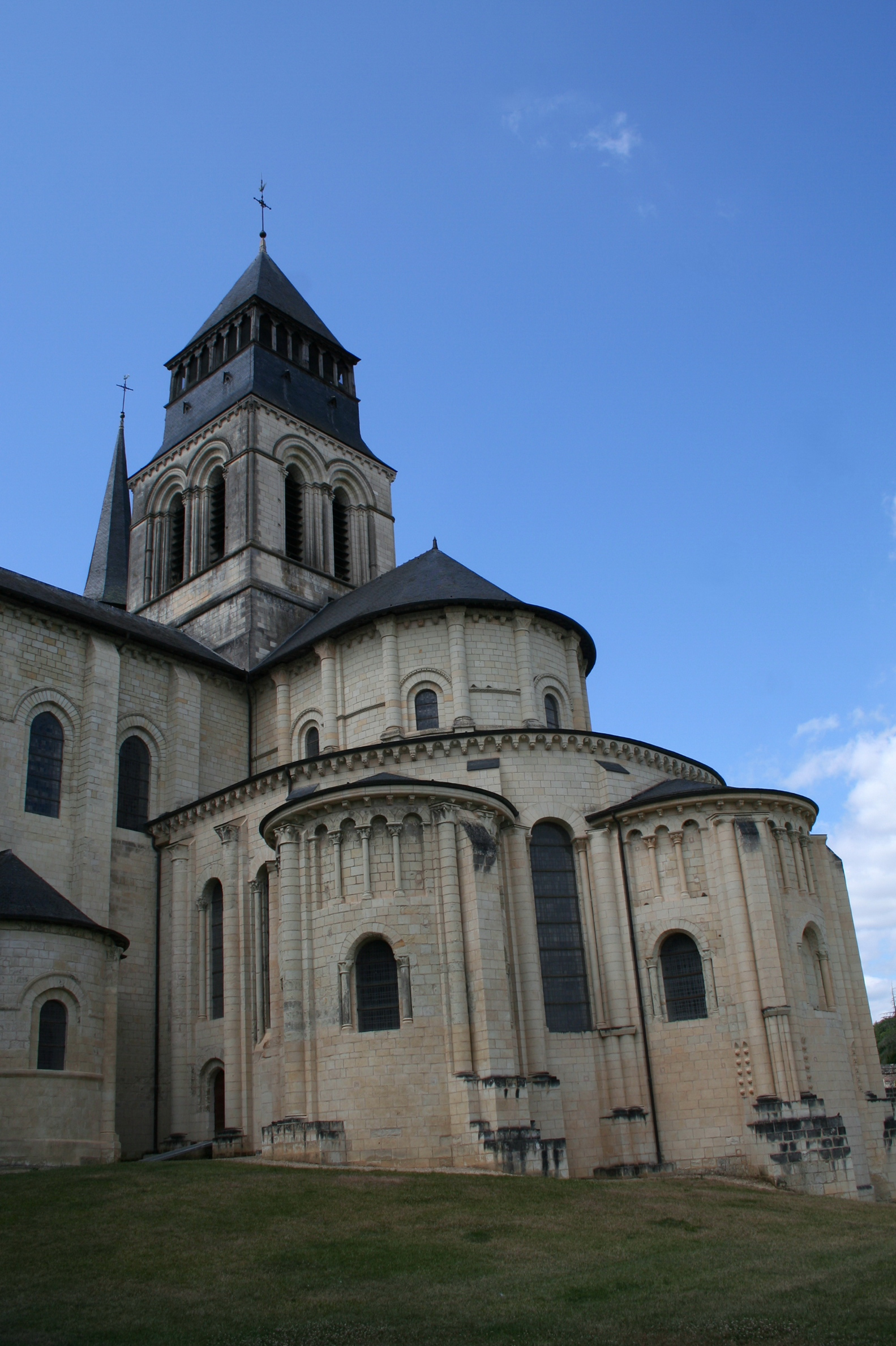
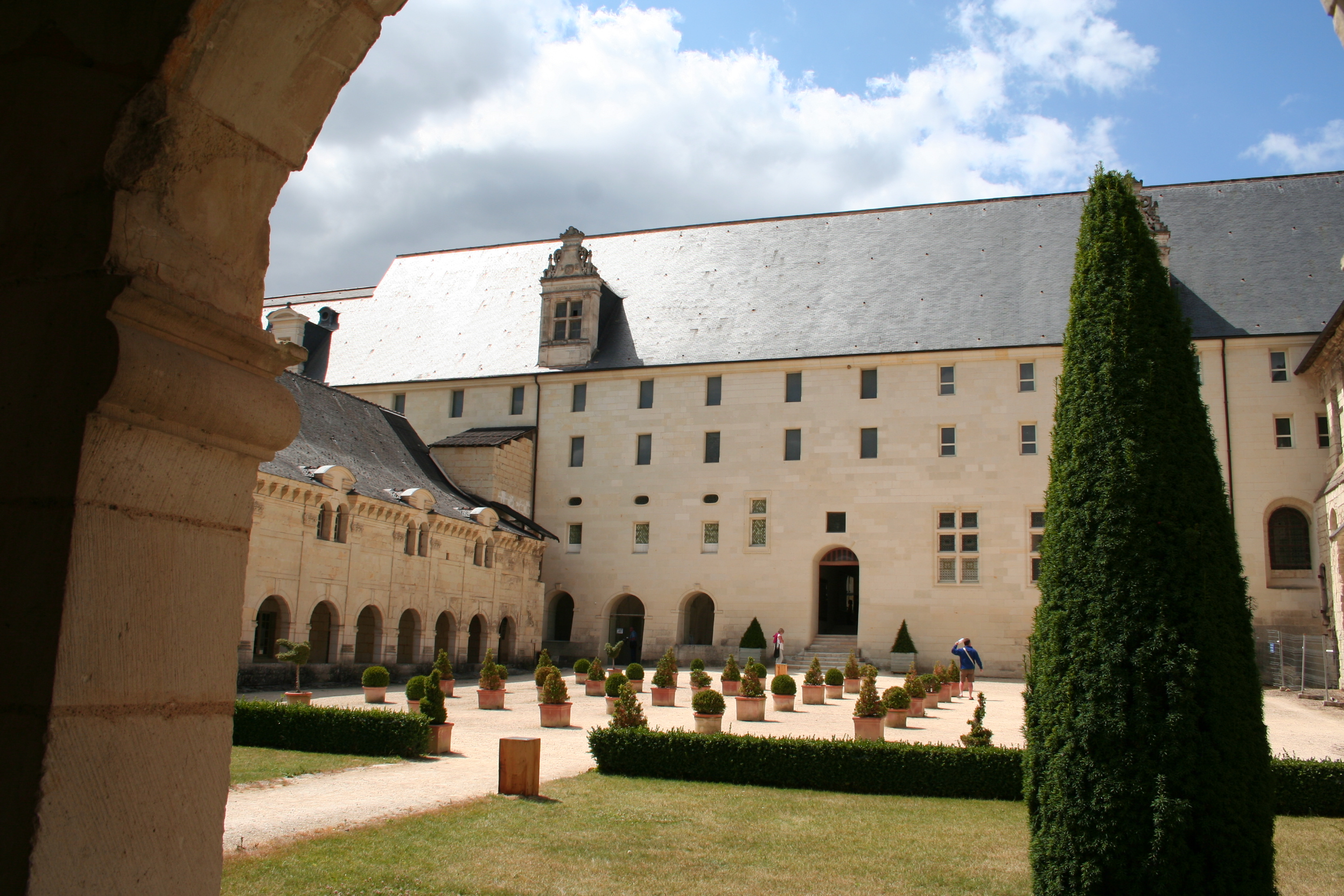
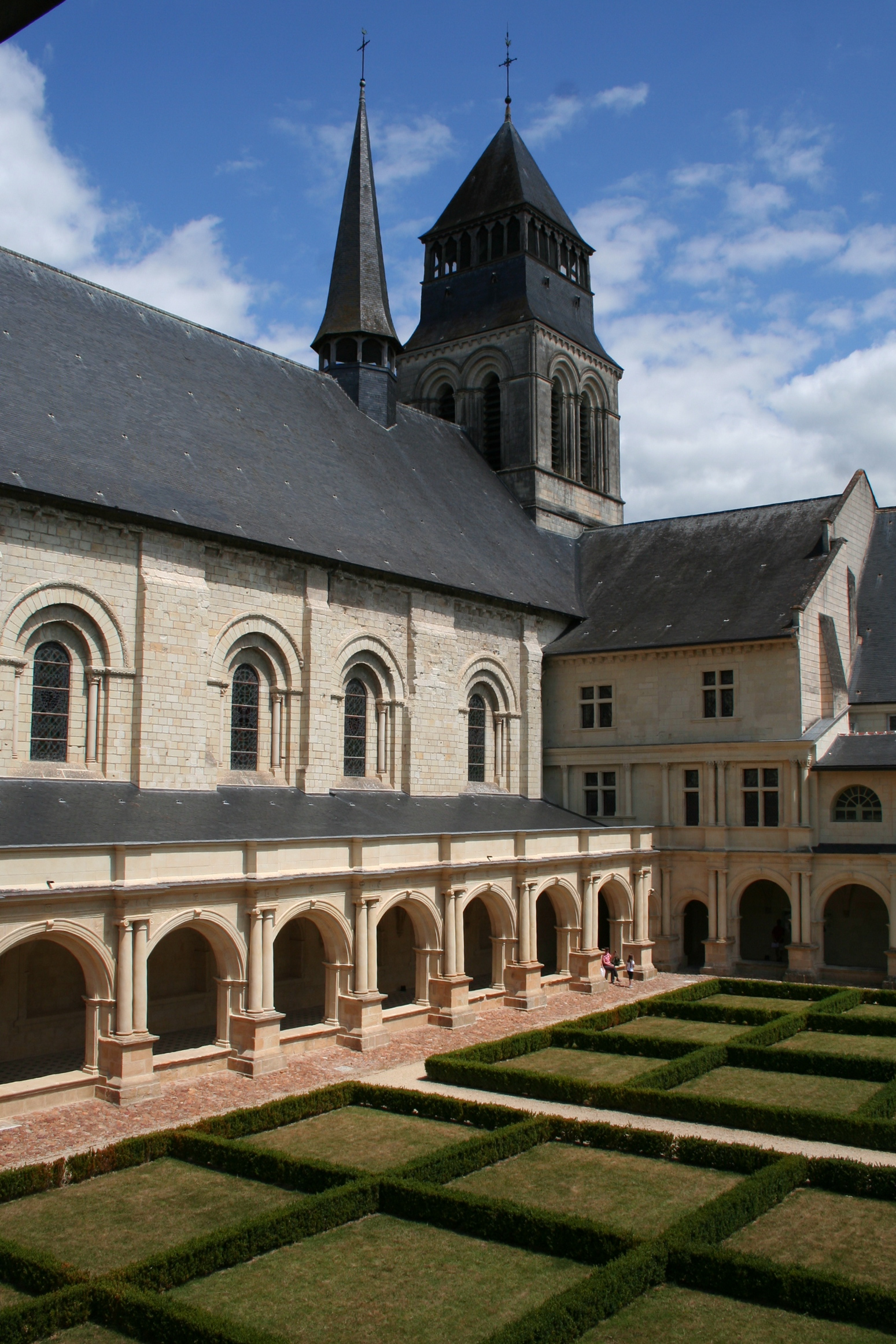
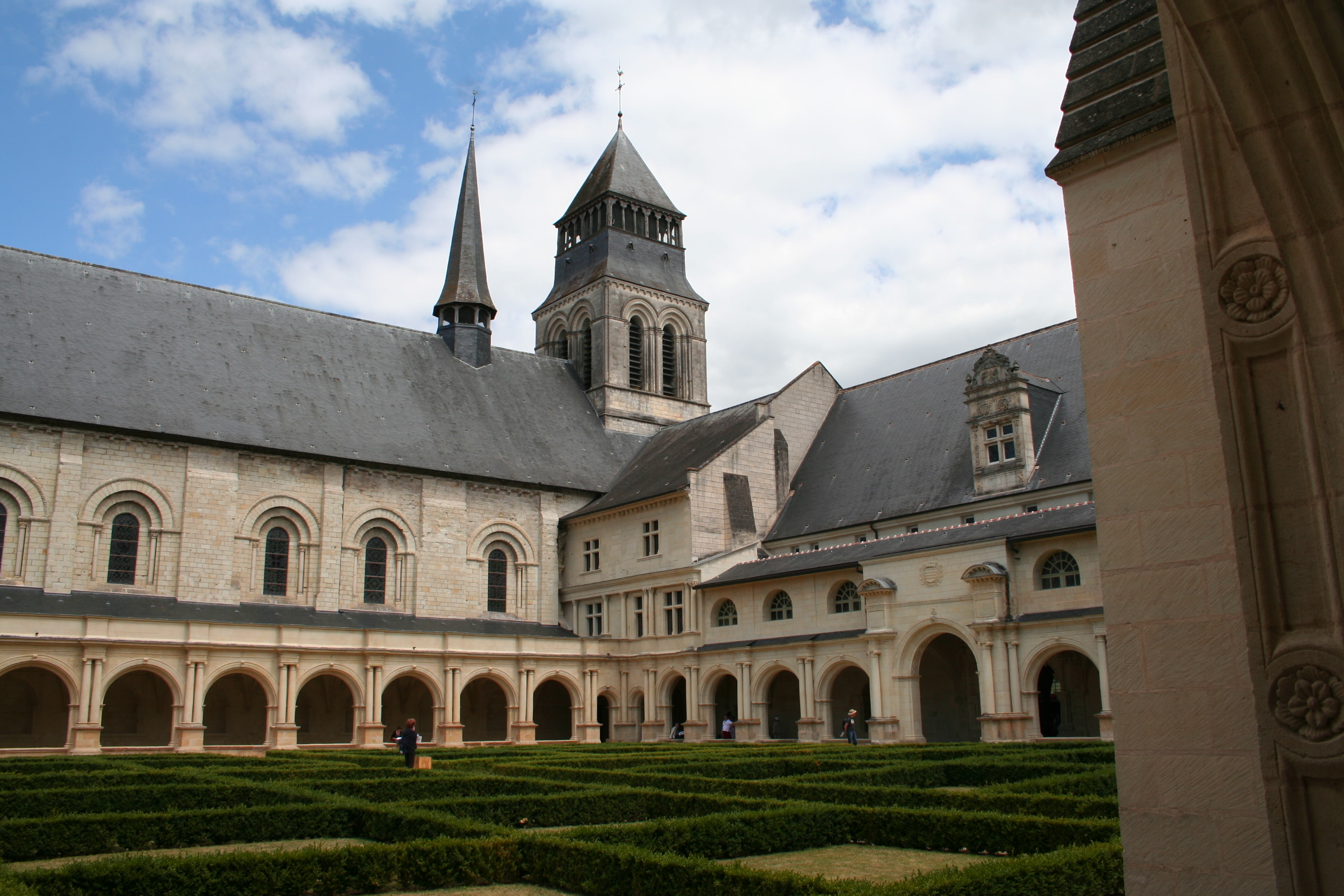
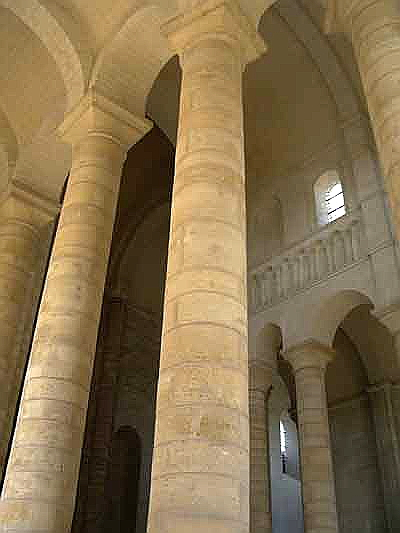
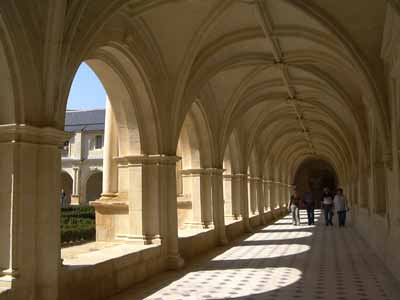
Il chiostro
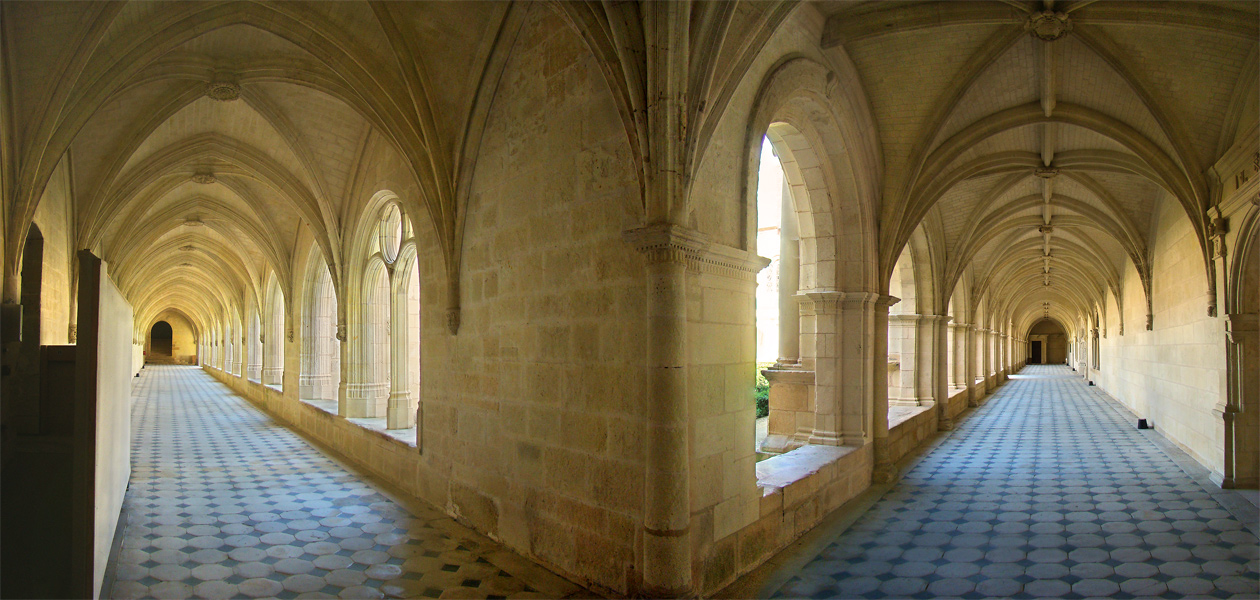
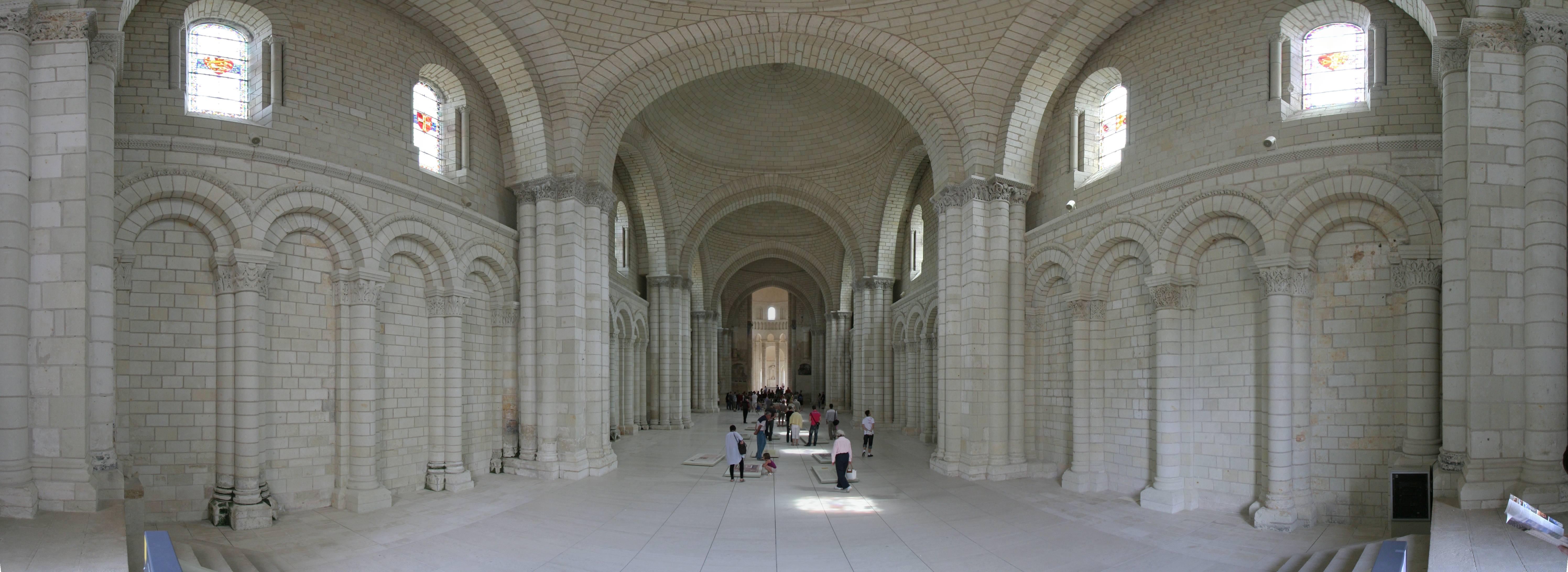
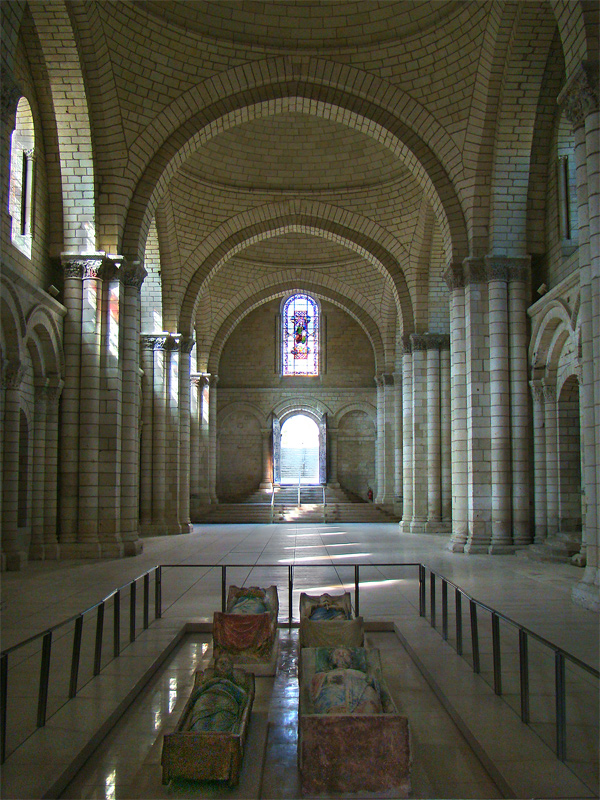
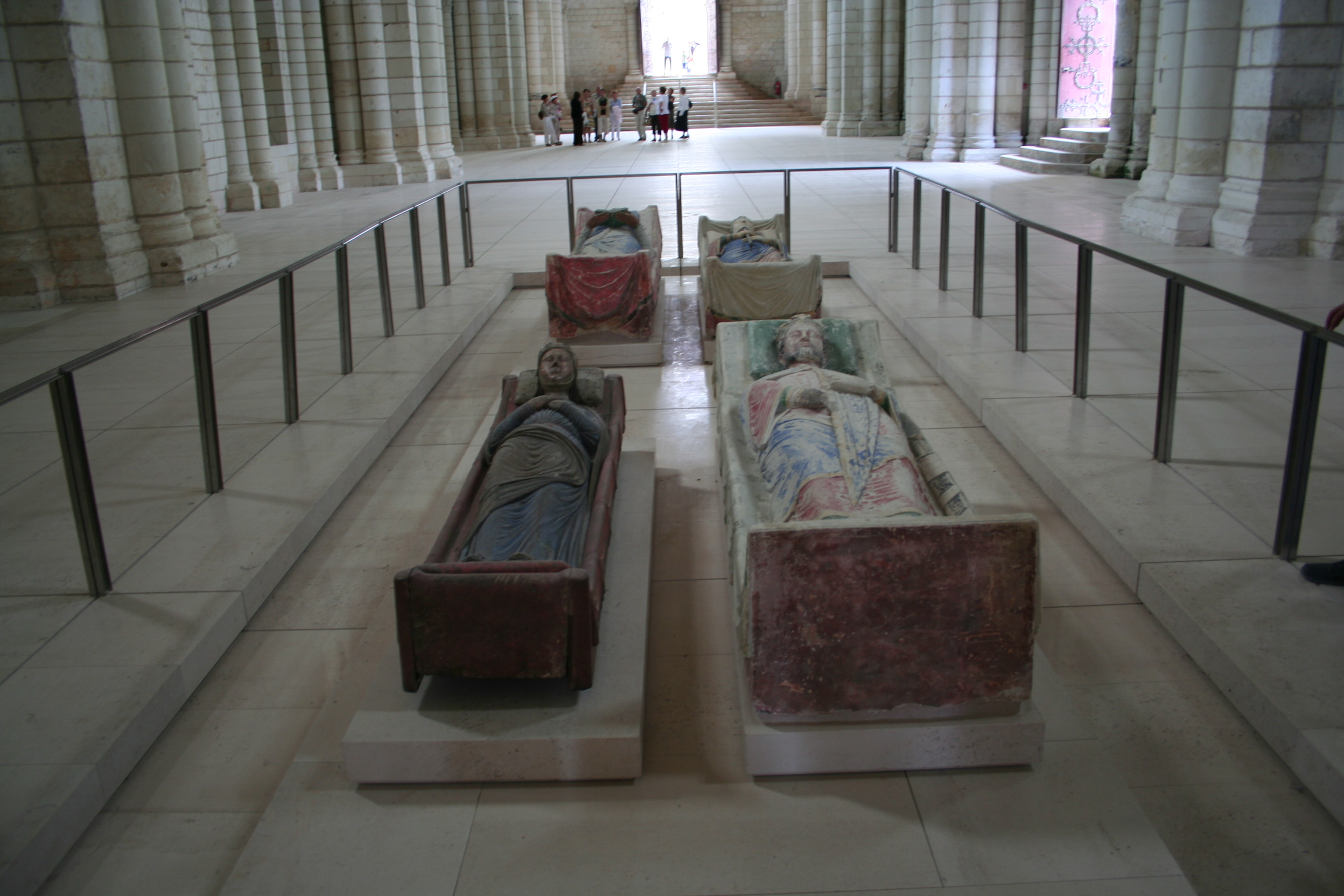
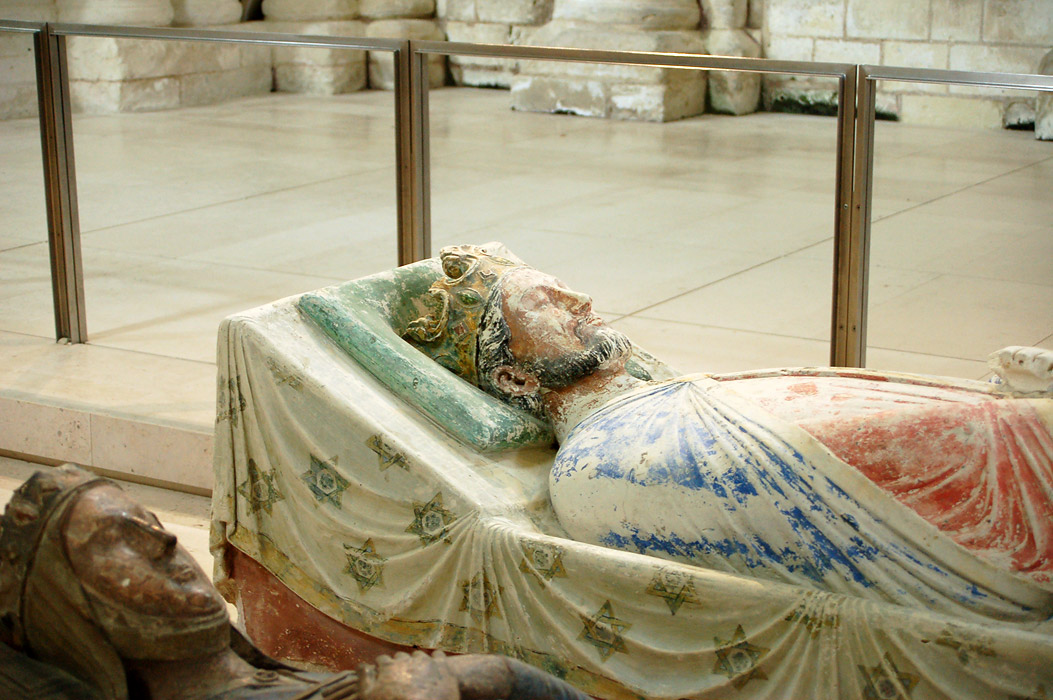
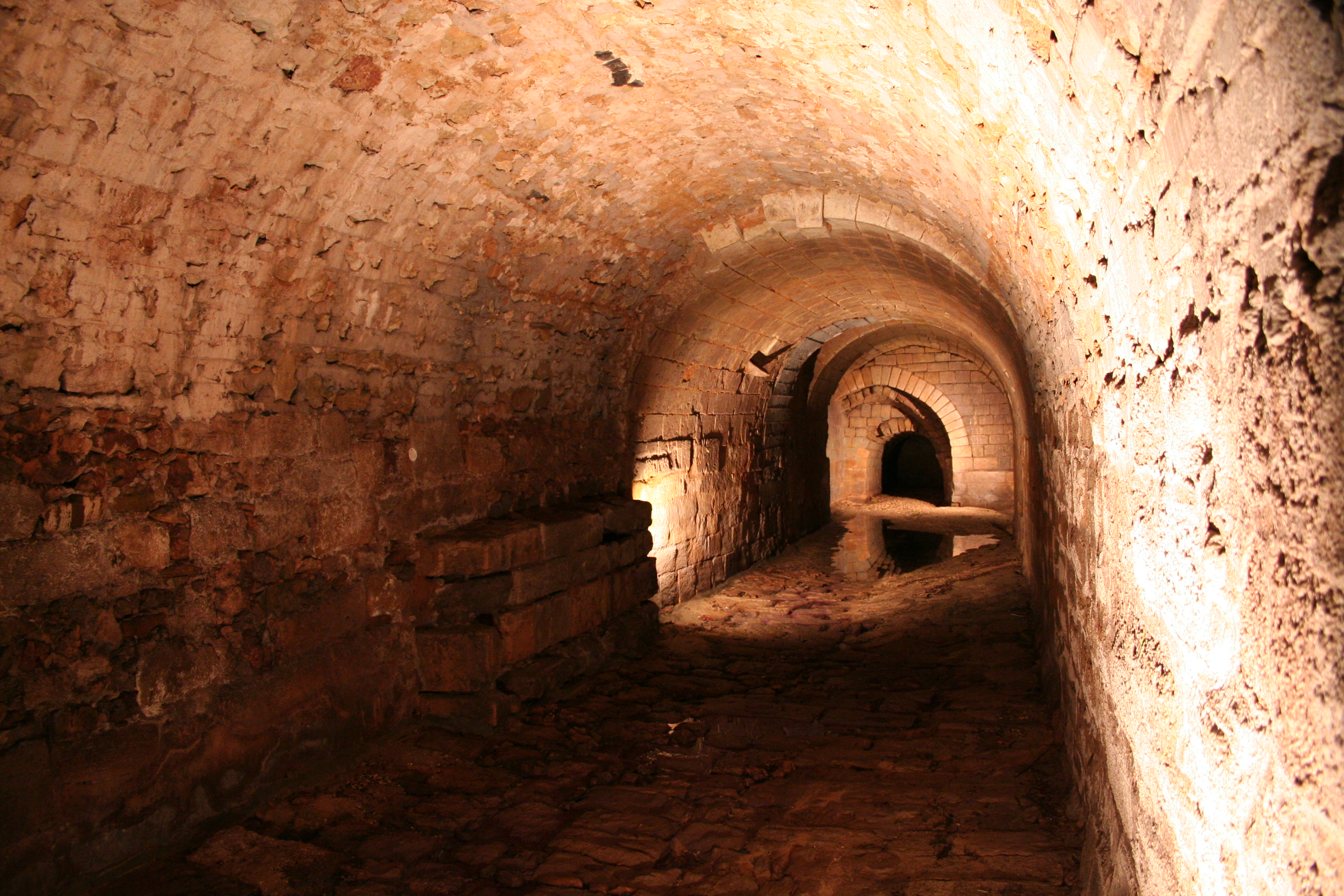
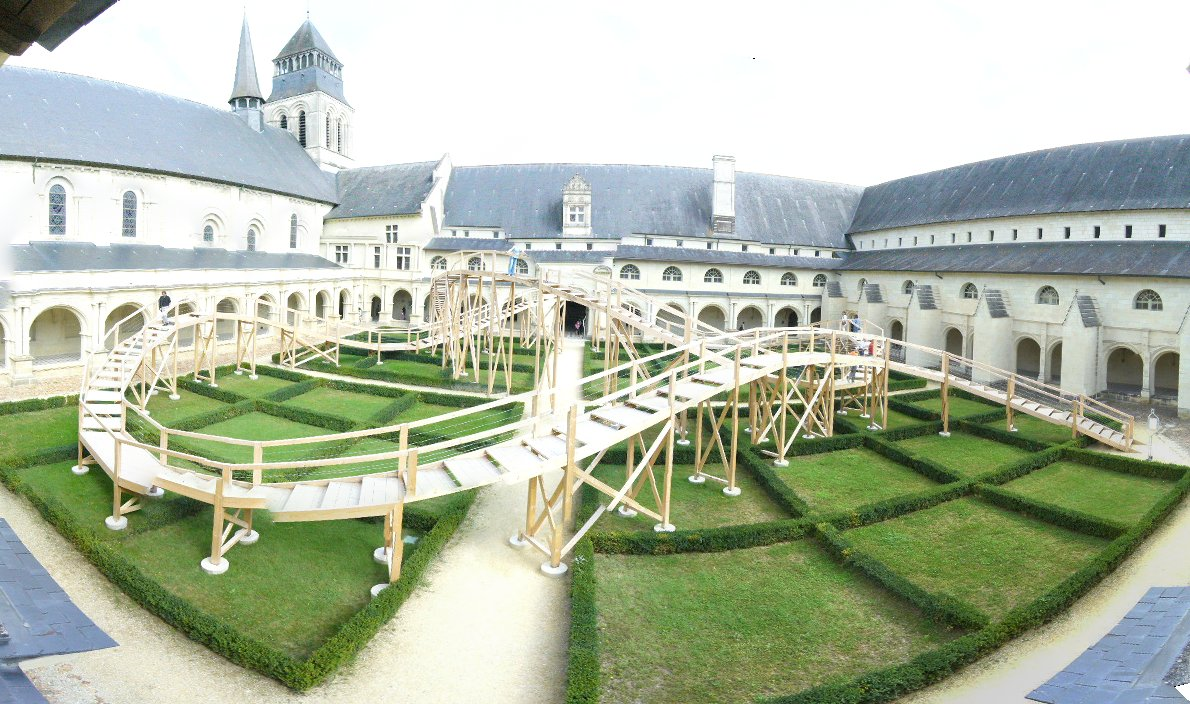
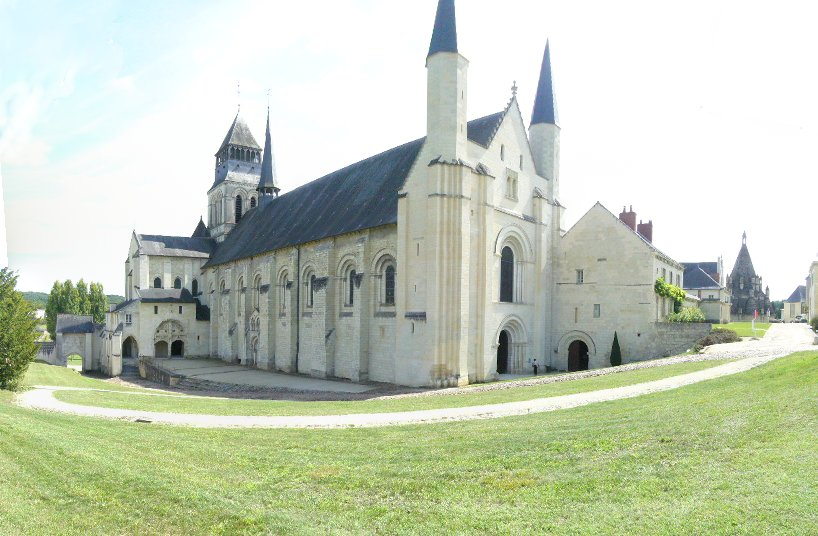
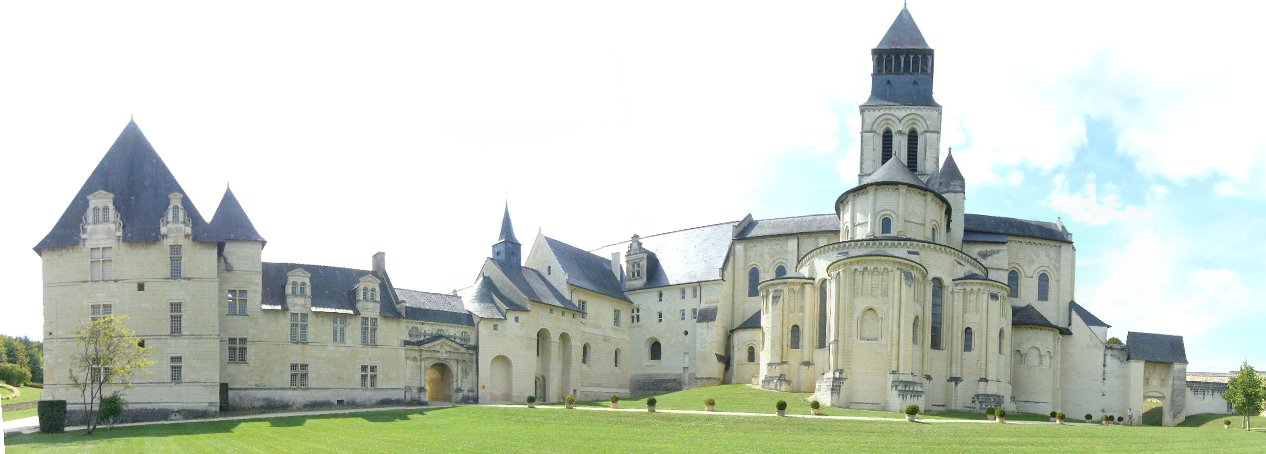
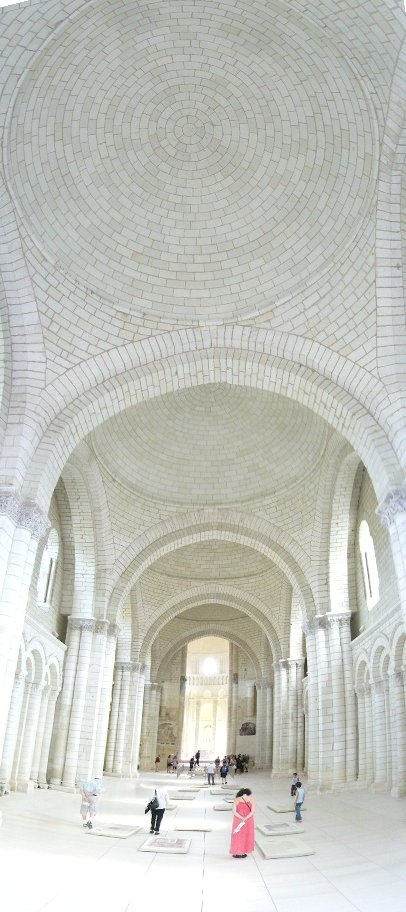

## Le badesse di Fontevrault

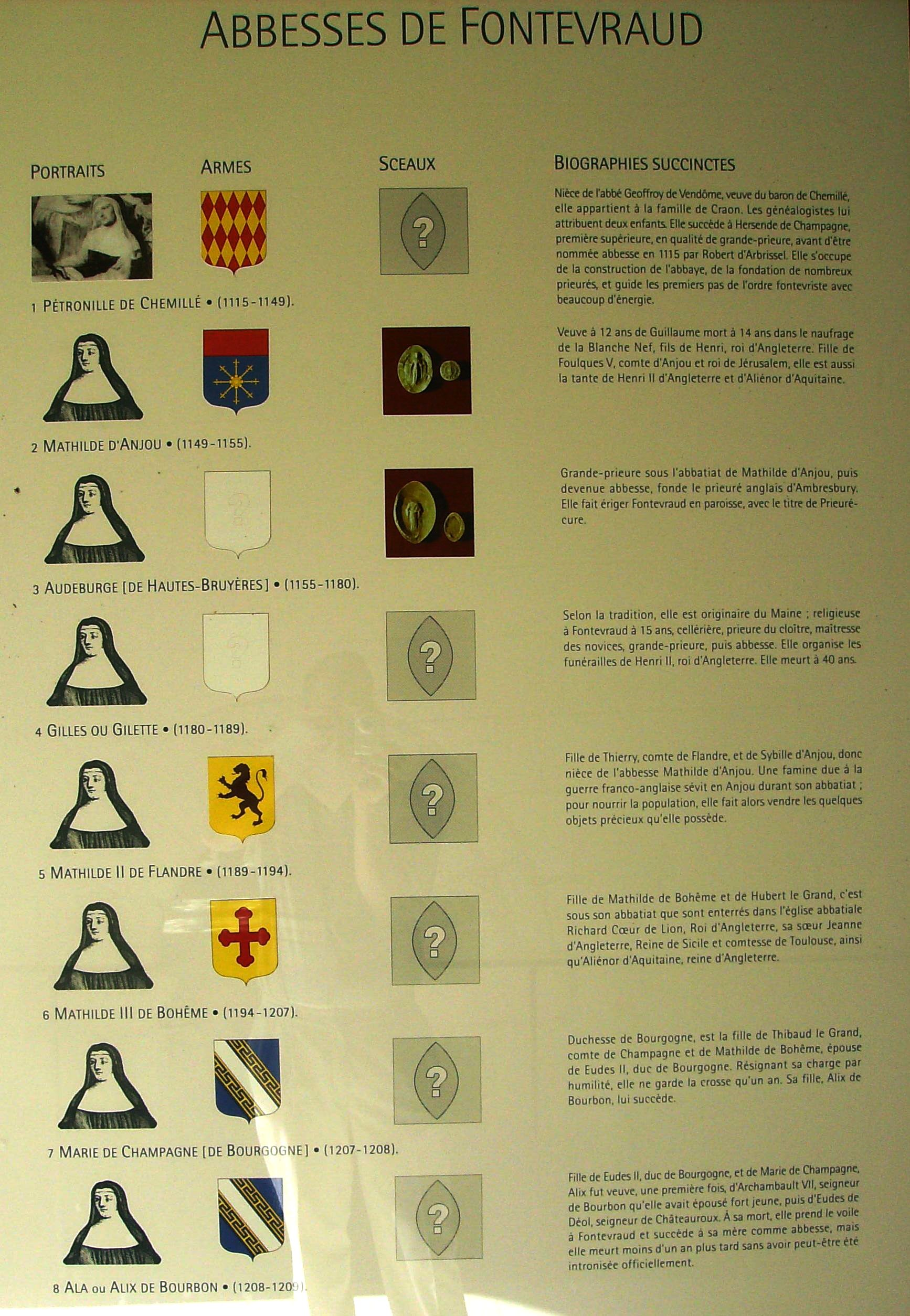
Elenco delle badesse affisso all'interno dell'abbazia.

1. 1115-1149 : Pétronille di Chemillé. Vedova del barone di Chemillé. Grande-priora del vivente di Robert d'Arbrissel, ella divenne badessa alla di lui morte[1].
2. 1149-1155 : Matilde del Maine. Figlia di Folco V d'Angiò e di Eremburga del Maine. Vedova a nove anni di Guglielmo Adelin, figlio di Enrico I d'Inghilterra[1].
3. 1155-1180 : Adelberga di Hautes-Bruyères. Fondò, nel 1177, il priorato d'Ambresburg (Amesbury), presso Stonehenge[1].
4. 1180-1189 : Gilles o Gillette[1].
5. 1189-1194 : Matilde II di Fiandra. Figlia di Thierry d'Alsace e di Sibilla d'Angiò[1].
6. 1194-1207 : Matilde III di Bohême. Figlia di Matilde di Bohême e di Hubert il Grande[1].
7. 1207-1208 : Maria di Champagne (o di Borgogna). Figlia di Tebaldo II di Champagne e di Matilde di Carinzia. Vedova d'Oddone II di Borgogna[2].
8. 1208-1209 : Ala o Alice di Borgogna. Figlia d'Eudes II di Borgogna e della precedente badessa, Maria di Champagne. Vedova d'Arcimbaldo VII di Borbone, poi di Oddone di Déol, signore di Châteauroux[3].
9. 1209-1218 : Adele o Alice di Bretagna[4].
10. 1218-1228 : Berta.
11. 1228-1244 : Alice di Blois[4].
12. 1244-1265 : Mabile della Ferté (o di Blois).
13. 1265-1276 : Giovanna di Dreux (di Brenne).
14. 1276-1284 : Isabella Davoir.
15. 1284-1304 : Margherita di Pocey.
16. 1304-1342 : Aliénor di Bretagna. Figlia del duca Giovanni II di Bretagna e di Beatrice d'Inghilterra. Ella lasciò in eredità all'abbazia il Graduel d'Aliénor di Bretagne.
17. 1342-1349 : Isabella di Valois. Figlia di Carlo di Valois e sorellastra del re Filippo VI di Francia.
18. 1349-1353 : Théophanie di Chambon.
19. 1353-1373 : Giovanna di Mangey.
20. 1373-1373 : Adelaide di Ventadour.
21. 1373-1393 : Eleonora di Parthenay.
22. 1393-1431 : Bianca d'Harcourt (figlia di Giovanni VI, conte d'Harcourt).
23. 1431-1451 : Maria d'Harcourt. 1431-1434 (scisma abbaziale) : Margherita di Beaufort di Montmorency, badessa non riconosciuta dal papa.
24. 1451-1457 : Maria di Montmorency.
25. 1457-1477 : Maria di Bretagna, sorella del duca Francesco II e cugina del futuro Luigi XII.
26. 1477-1491 : Anna d'Orléans, sorella di Luigi XII.
27. 1491-1534 : Renata di Borbone (1468 † 1534). Figlia di Giovanni VIII di Borbone-Vendôme e d'Isabella di Beauvau.
28. 1534-1575 : Luisa di Borbone (1495 † 1575). Figlia di Francesco di Borbone-Vendôme e di Maria di Lussemburgo-Saint-Pol.
29. 1575-1611 : Eleonora di Borbone (1532 † 1611). Figlia di Carlo IV di Borbone-Vendôme e di Francesca d'Alençon.
30. 1611-1637 : Luisa di Borbone-Lavedan (1548 † 1637), detta Luisa II.
31. 1637-1670 : Giovanna Battista di Borbone (1608 † 1670). Figlia legittimata di Enrico IV di Francia e di Carlotta di Essart, contessa di Romorantin. Sorella naturale di Luigi XIII. Fu l'ultima badessa dei Borbone.
32. 1670-1704 : Maria Maddelena Gabriella di Rochechouart di Mortemart (1645 † 1704) detta la "regina delle badesse", sorella di Madame di Montespan.
33. 1704-1742 : Luisa Francesca di Rochechouart-Mortemart (1664 - 1742). Nipote della "regina delle badesse".
34. 1742-1753 : Luisa-Chiara di Montmorin di Saint-Hérem.
35. 1753-1765 : Maria Luisa di Timbrune di Valence.
36. 1765-1792 : Gulia Sofia Gillette di Pardaillan di Gondrin di Montespan d'Antin[5]. Pro-pronipote di Madame di Montespan e pro pronipote della "regina delle badesse". Madame d'Antin lasciò l'abbazia per ultima, il 25 settembre 1792, cacciata dai rivoluzionari, travestita da contadina. Dopo essersi ritirata ad Angers, ove prestò giuramento, morì all'Hôtel-Dieu di Parigi il 25 ottobre 1797.

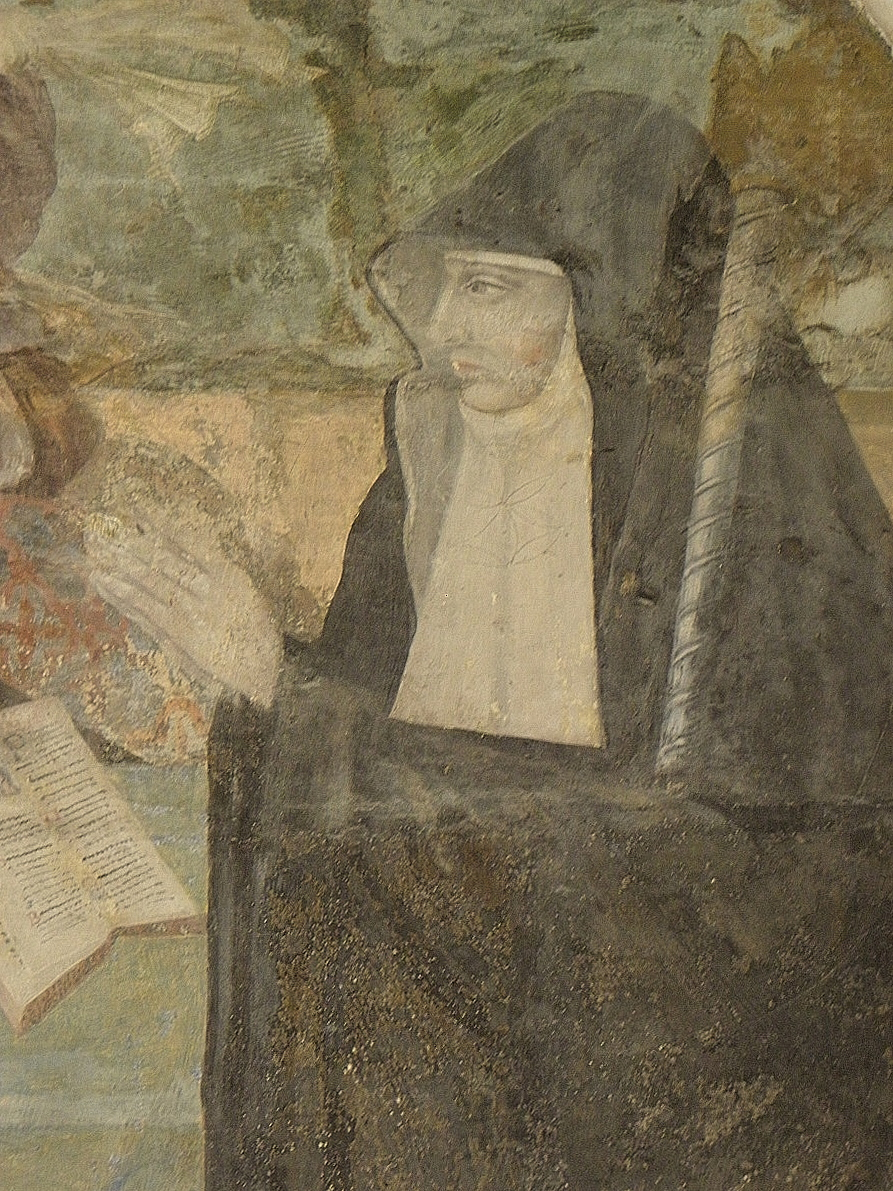
Renata di Borbone.
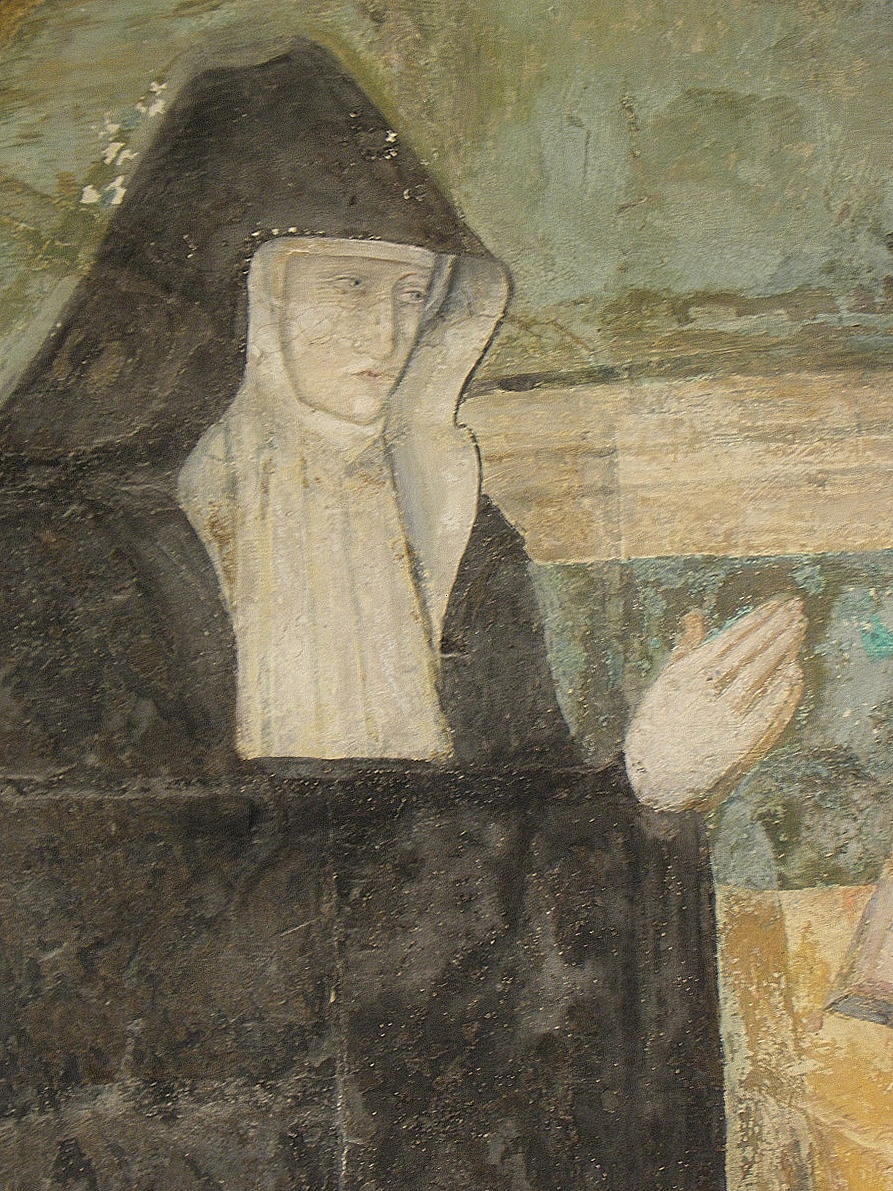
Luisa di Borbone.
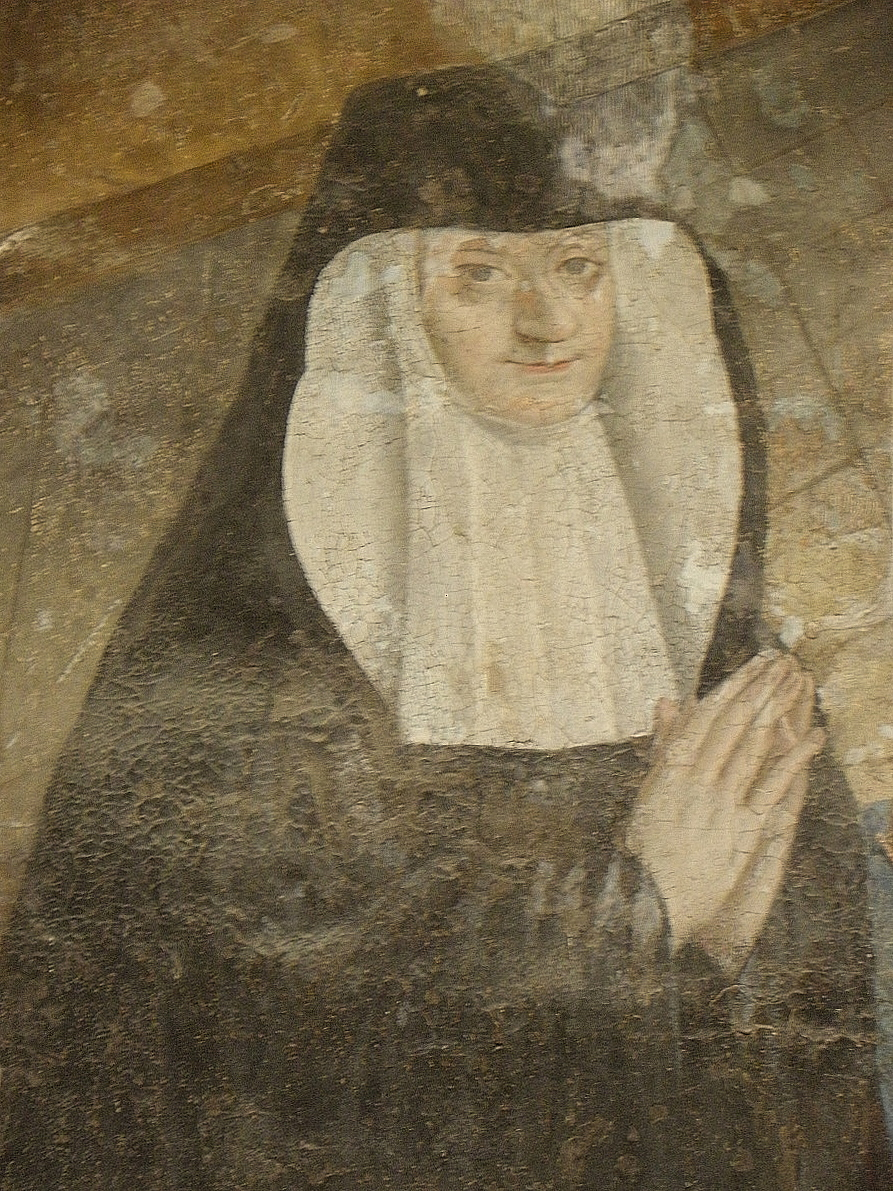
Eleonora di Borbone.
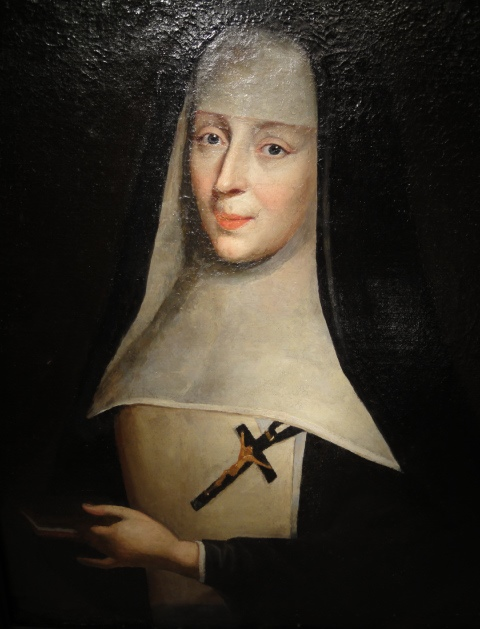
Luisa di Borbone di Lavedan.
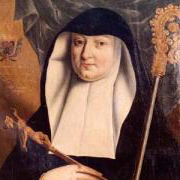
Giovanna Battista di Borbone.
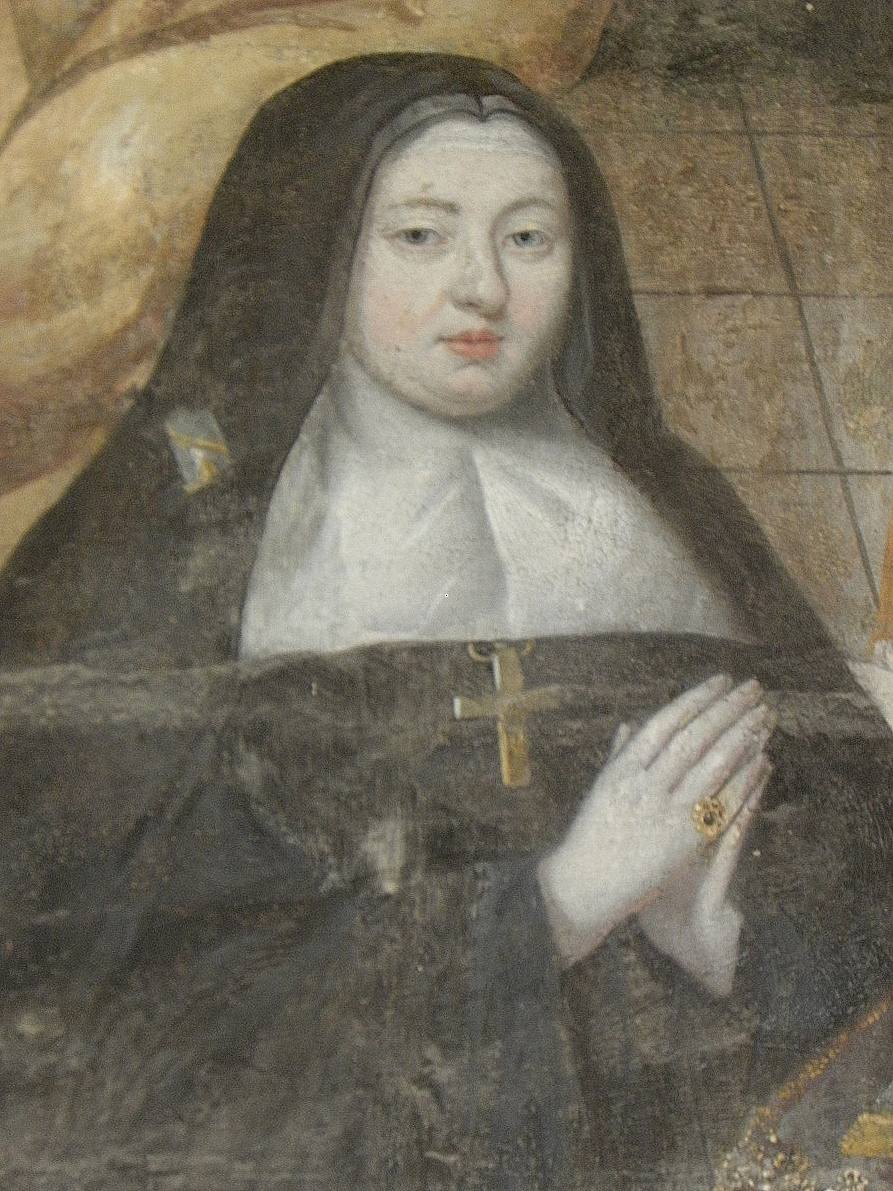
Maria Maddalena di Rochechouart.
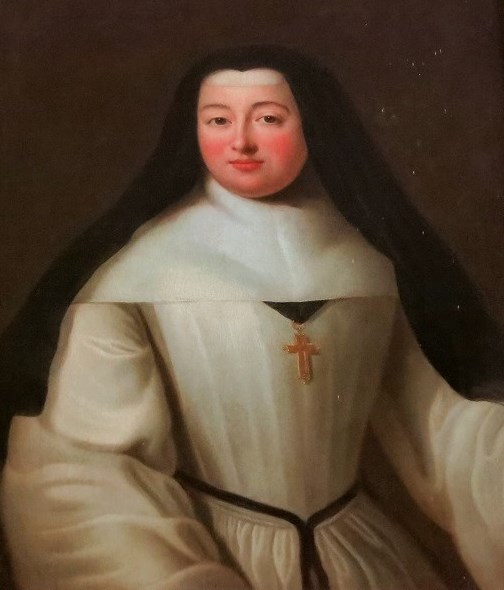
Luisa Francesca di Rochechouart.
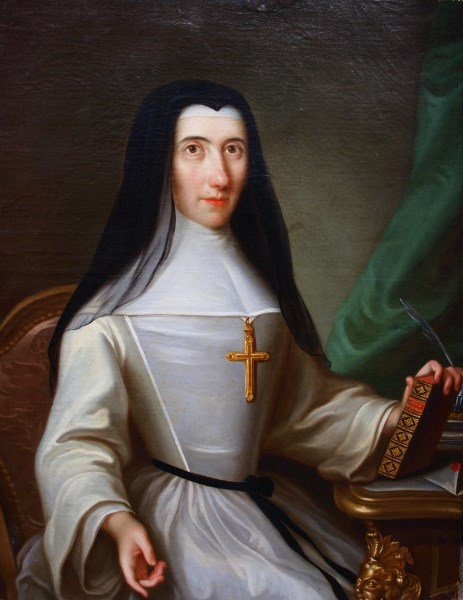
Luisa Chiara di Montmorin di Saint-Hérem
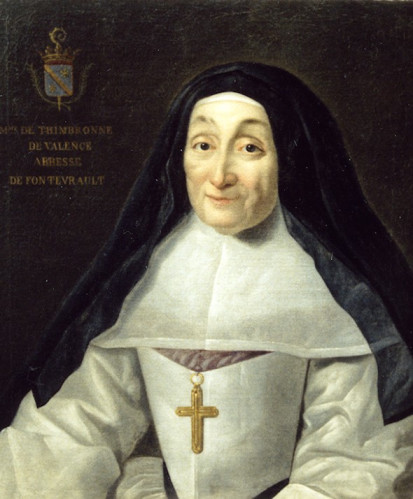
Maria Luisa di Timbrone di Valence
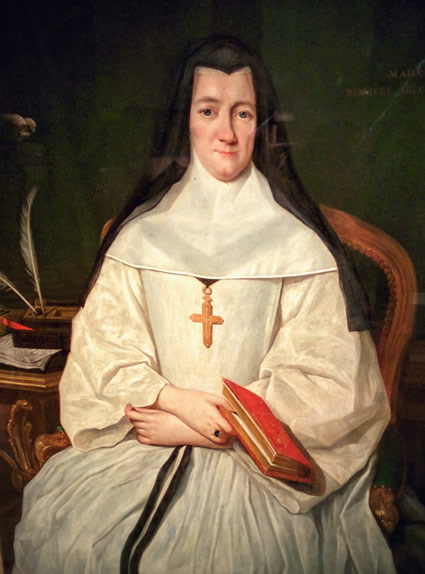
Gulia Gillette di Pardaillan d'Antin.